# Leiocephalus semilineatus
Leiocephalus semilineatus är en ödleart som beskrevs av  Dunn 1920. Leiocephalus semilineatus ingår i släktet rullsvansleguaner, och familjen Tropiduridae. Inga underarter finns listade i Catalogue of Life.
Arten förekommer på Hispaniola i Västindien.